# 吴桥站 (沧州市)
吴桥站位于中华人民共和国河北省沧州市吴桥县桑园镇，是京沪铁路上的火车站，建于1910年，由中国铁路北京局集团沧州车务段管辖。

## 歷史
- 建于1910年。
- 1994年由桑园站更名为吴桥站[3]:378。

## 車站周邊
- 中国邮政储蓄银行长江西路支行
- 吴桥观光假日酒店
- 吴桥县汽车站
- 中国联通星宇通讯合作营业厅
- 吴桥县民政局
- 吴桥县司法局
- 吴桥县人民政府
- 中国移动华山道营业厅
- 苏宁易购吴桥阳光商厦店
- 中国联通吴桥营业厅
- 中国银行吴桥支行
- 中国工商银行吴桥道东分理处
- 吴桥百盛庄园假日酒店
- 中国农业银行吴桥支行
- 吴桥县体育旅游局
- 吴桥杂技大世界

## 外部連結
- 中国铁路客户服务中心（页面存档备份，存于）